# Бамір Топі
Бамір Муртеза То́пі (алб. Bamir Myrteza Topi; нар. 24 квітня 1957, Тирана) — президент Албанії з 24 липня 2007 до 24 липня 2012, змінив на цьому посту Альфреда Мойсю.
Біолог-ветеринар за фахом. Член Демократичної партії Албанії, її віце-голова, у парламенті з 1996 року, міністр сільського господарства у 1996–1997 роках. Обраний главою держави з четвертого разу після політичної кризи. Після обрання залишив партію, заявивши про бажання бути вище політичних баталій.

## Ранні роки й громадська діяльність
Топі народився у Тирані 24 квітня 1957 року, навчався у сільськогосподарському університеті Тирани за фахом ветеринар. Також він здобув науковий ступінь доктора філософії. З 1984 до 1995 року він займався науковою роботою в Інституті ветеринарних наукових досліджень. У період з 1987 до 1990 року проходив аспірантуру в Італії у галузі молекулярної біології. Після свого повернення з Італії, Топі був призначений керівником відділу з безпеки харчових продуктів та ветеринарії в Інституті ветеринарних наукових досліджень і займав цю посаду до кінця 1995 року. За час своєї діяльності у цьому інституті як керівник і науковий співробітник Топі надав світового статусу цьому важливому закладу країни. Також Топі проводив наукову діяльність щодо підготовки навчальних програм з токсикології й фармакології для студентів та аспірантів факультету ветеринарної медицини й у той самий час був лектором з цих предметів близько десяти років. У 1996 році його було призначено міністром сільського господарства й продовольства, на цій посаді він пробув рік. Також його було обрано до Народних зборів Албанії від Демократичної партії. За часів головування в партії Салі Беріші Топі було обрано на посаду віце-голови демократів. Топі став широко знаним політиком, що відіграє досить важливу роль у врегулюванні кризи у стосунках між урядовою більшістю й опозицією, як герой політичних домовленостей та різних парламентських ініціатив. Він також має звання почесного президента футбольного клубу «Тирана».

## Президент Албанії
8 березня 2007 року Топі став кандидатом від Демократичної партії на президентських виборах 2007 року. Окрім того, ще дві партії — Християнсько-демократична партія Албанії та Республіканська партія Албанії — підтримали його кандидатуру.
На голосуванні, що відбулось 8 липня, Топі отримав 75 голосів у парламенті, чого було недостатньо, щоб бути обраним на пост президента (мінімум — 84 голоси). Опозиція на чолі з Соціалістичною партією бойкотувала голосування. Другий тур голосування з обрання президента відбувся 10 липня. Парламент так і не зміг обрати главу держави, цього разу Топі отримав 74 голоси. 14 липня відбулось чергове голосування й цього разу Топі здобув лише 50 голосів, тоді як Нерітан Цека, кандидат від партії Демократичний альянс, отримав 32 голоси членів парламенту.
20 липня, у четвертому турі голосування, Топі підтримали деякі члени опозиції й він здобув 85 голосів, таким чином, його було обрано президентом Республіки Албанія на 5-річний термін. Його було приведено до присяги 24 липня.

## Підтримка незалежності Косова
Топі є активним прихильником незалежності Косова. Він рішуче вказав на необхідність отримання суверенітету для Косова від Ради Європи й інших міжнародних організацій.
На спільне запрошення Президента Косова, Фатміра Сейдіу, й глави місії ООН Йоахіма Рюккера, Топі здійснив 3-денний візит до Косова у січні 2009 року. Його було проголошено почесним членом міста Приштина й нагороджено золотою медаллю. В ході свого візиту він також отримав звання почесного доктора в університеті Приштини.